# Mormo (Mythologie)
Mormo (altgriechisch Μορμώ, Μορμών Mormṓ, Mormṓn), auch Mormolyke oder Mormolykia, ist in der griechischen Mythologie ein weibliches Gespenst, das Ähnlichkeiten mit der Lamia und Gello aufweist.
Mit dieser dämonischen Gestalt drohte man kleinen Kindern; Mormo soll nämlich wie die Lamia Kindern nachgestellt und diese verschlungen haben. Das Aition, warum Mormo derartig bösartig handelte, ist mit jenem Lamias verwandt. Demnach war Mormo angeblich ursprünglich die Königin der Laistrygonen, eines bei Homer und Ovid erwähnten Volkes von Riesen und Kannibalen, die, erbittert über den Tod ihrer Kinder, nun andere Kinder verfolgte. Anspielungen auf dieses Schreckgespenst sind nicht gerade häufig; zuerst finden sie sich beim griechischen Lustspieldichter Aristophanes und beim griechischen Historiker Xenophon.